# Rachel Fattal
Rachel Fattal (Los Alamitos, 10 de dezembro de 1993) é uma jogadora de polo aquático estadunidense, campeã olímpica.

## Carreira
Fattal fez parte da equipe campeã olímpica pelos Estados Unidos nos Jogos do Rio de Janeiro, em 2016.